# Ewa Stramska
Ewa Stramska (ur. 1960 – zm. 12 sierpnia 2004) – polska dziennikarka.
Od 1988 związana z redakcją Polskiego Radia Wrocław; zajmowała się problematyką społeczno-kulturalną, była autorką cotygodniowego Magazynu Ekumenicznego.